# Mārtiņš Karsums
Mārtiņš Karsums, född 26 februari 1986 i Riga, Sovjetunionen, i nuvarande Lettland, är en lettisk professionell ishockeyspelare som spelar för ryska HK Dynamo Moskva i KHL. Karsums blev draftad av Boston Bruins i den andra rundan i 2004 års draft som nummer 64 totalt.

## Klubbar
- HK Prizma Riga 2000–2003
- HK Riga 2000 2000–2001, 2002–2003
- New York Apple Core 2002
- Vilki Riga 2003
- Moncton Wildcats 2003–2006
- Providence Bruins 2006–2009
- Boston Bruins 2008–2009
- Tampa Bay Lightning 2009
- Norfolk Admirals 2009–2010
- Dinamo Riga 2009–2013
- HK Dynamo Moskva 2013–